# ریل‌بند

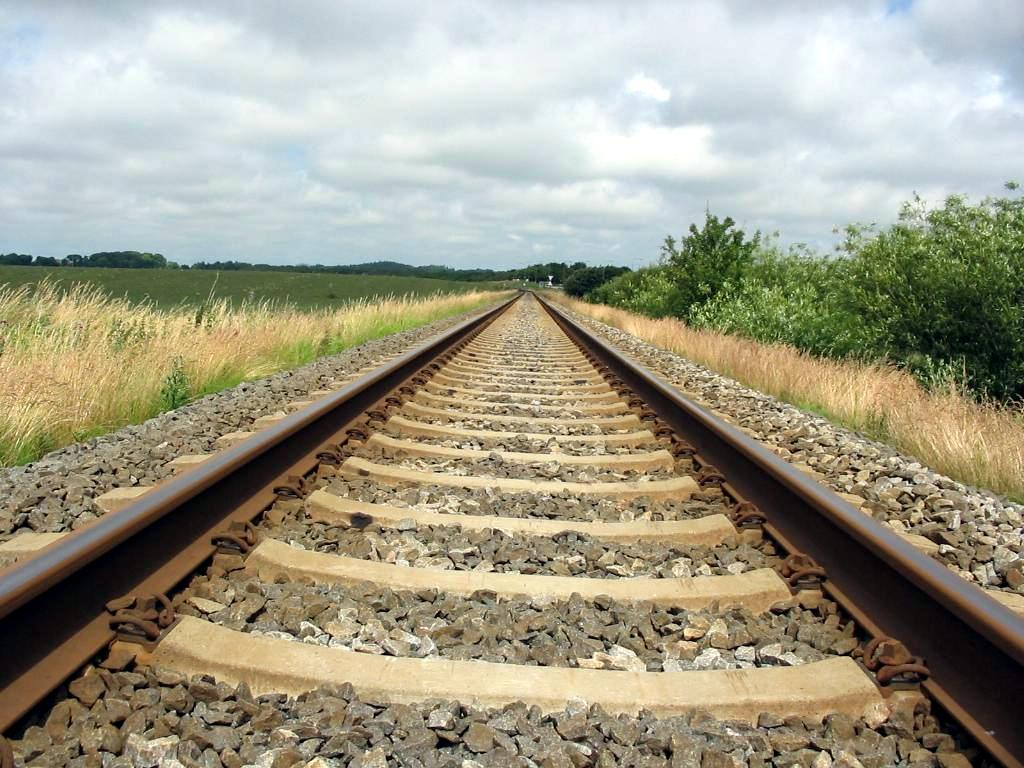
ریل‌بندهای آهنی-بتنی در زیر ریل

ریل‌بند یا تراورس (به انگلیسی: Railroad tie) به تکیه‌گاه بتونی یا چوبی یا فولادی می‌گویند که ریلها روی آن بسته می‌شود. در گذشته‌ای نه چندان دور، ریل‌بندهای فولادی بیشترین مورد استفاده را در راه آهن داشته‌اند. به دلیل هزینه زیاد تولید و عمر مفید کمتر این نوع از ریل‌بندها امروزه کمتر مورد استفاده قرار می‌گیرد. ریل‌بندهای چوبی از لحاظ نرمی و سهولت تردد قطارها، مزیت بسیاری بر انواع دیگر دارند؛ ولی این گونه ریل‌بند هزینه‌های تولید زیادی داشته و بیشتر در کشورهایی استفاده می‌شوند که تولید چوب مناسب ارزان‌تر است. بزرگ‌ترین کارخانه تولید و اشباع ریل‌بند (با مواد نفتی)ایران در شیرگاه مازندران قرار دارد. امروزه در ایران بیشینه راه آهنهای بیرون از ایستگاه‌ها به‌وسیله ریل‌بندهای بتونی ایجاد می‌شوند.
واژه ریل‌بند از مصوبات فرهنگستان زبان ایران است.

## نگارخانه

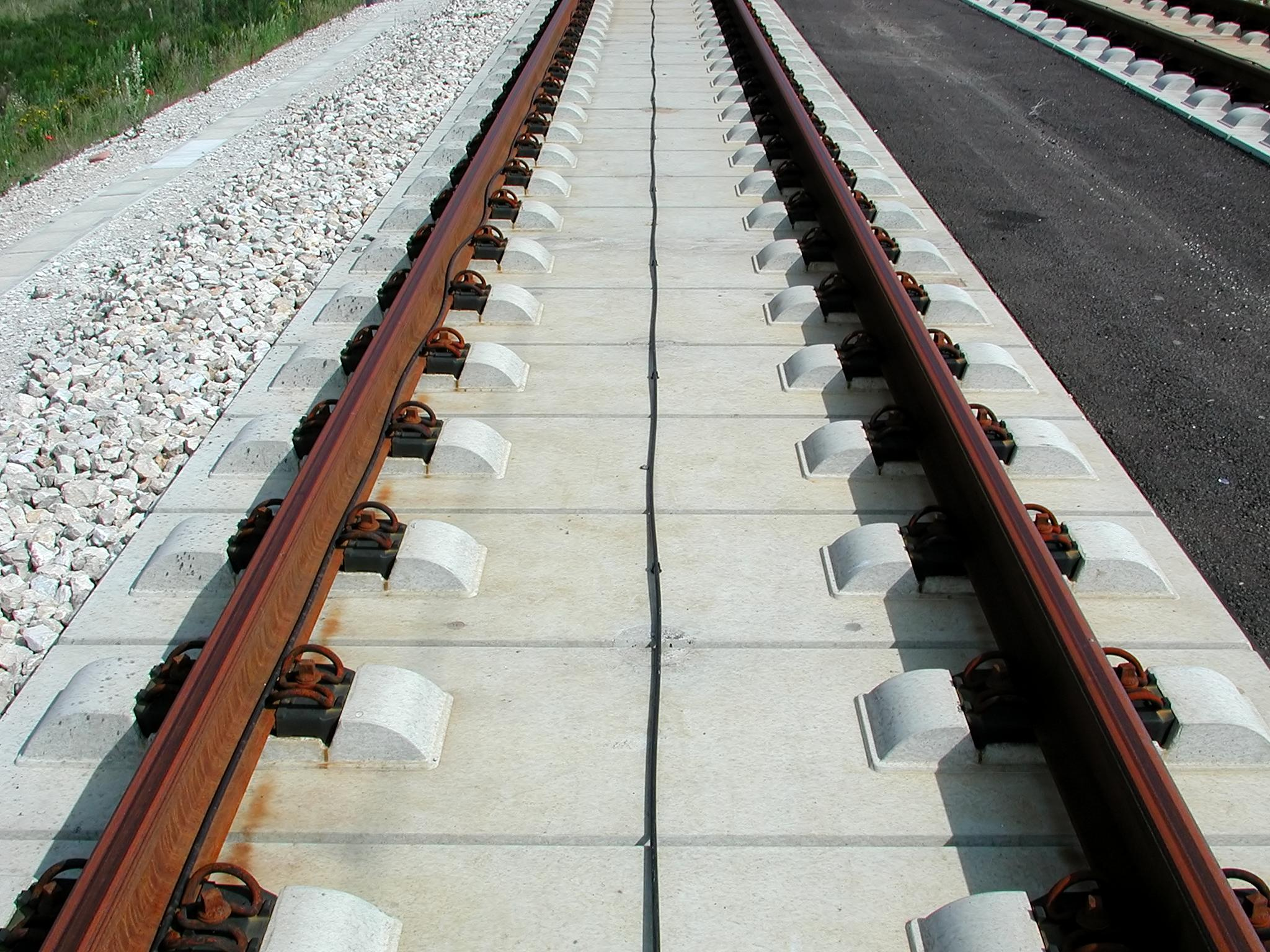
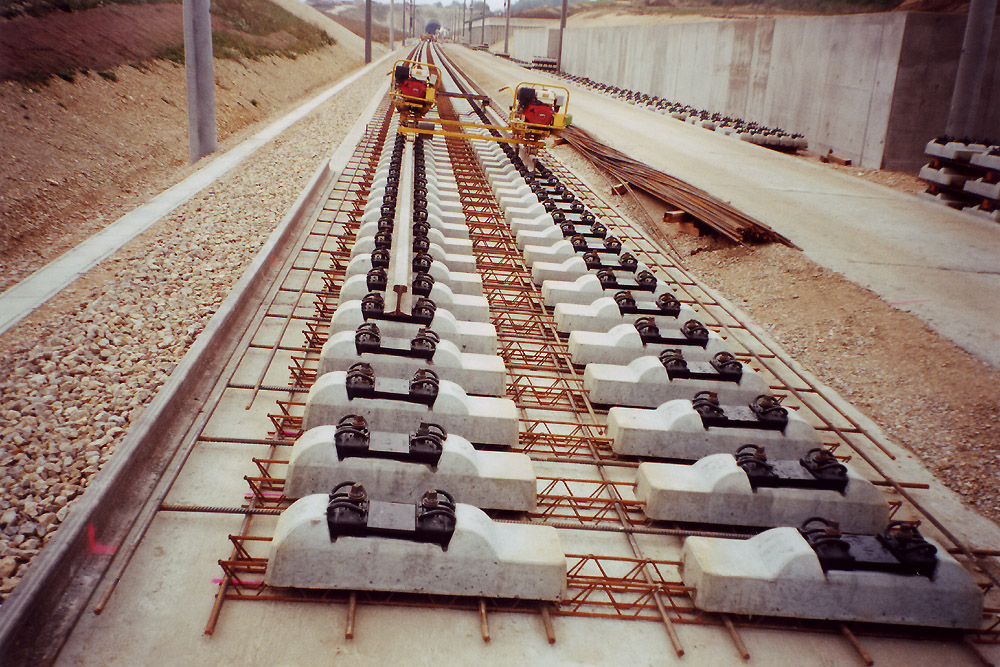
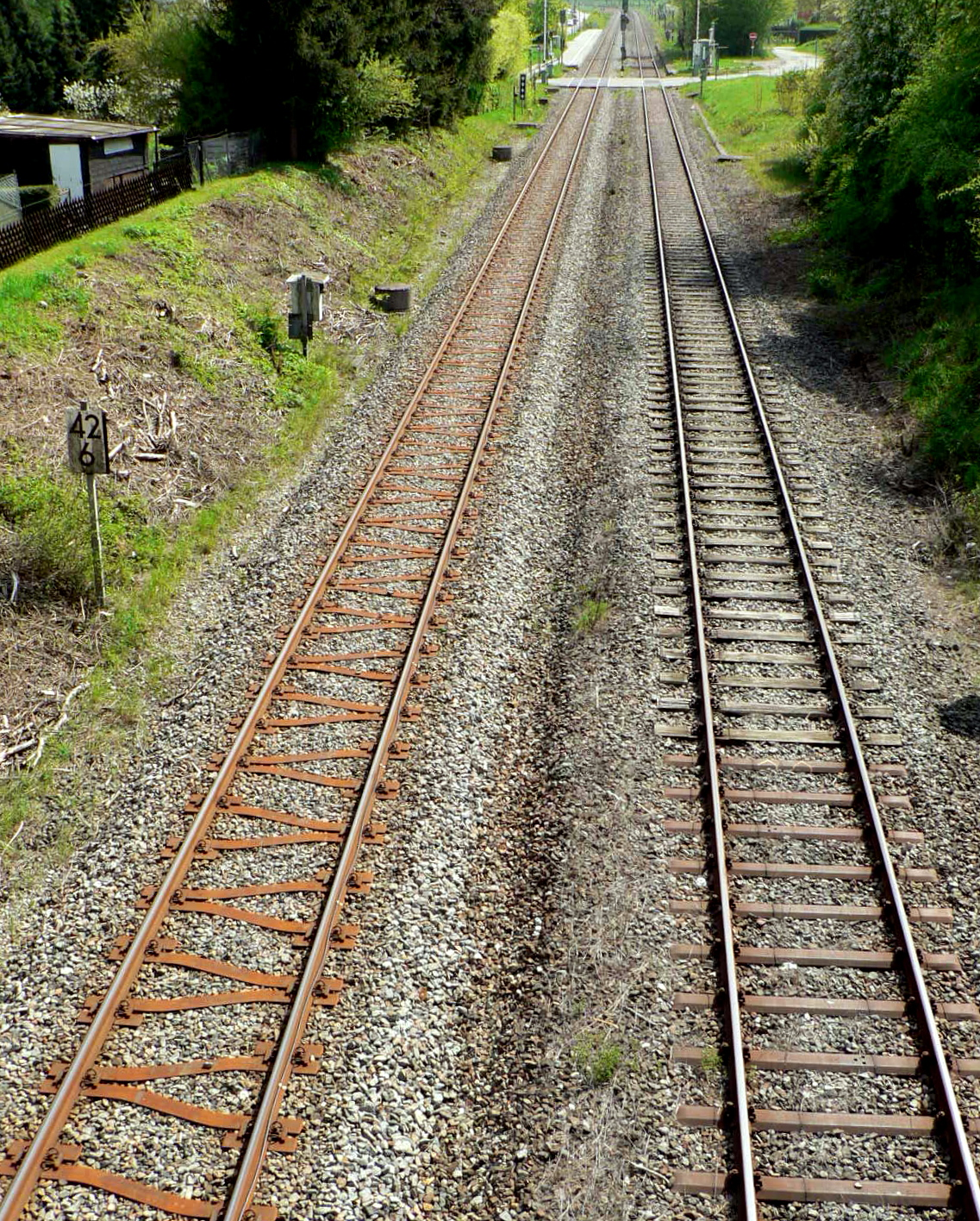
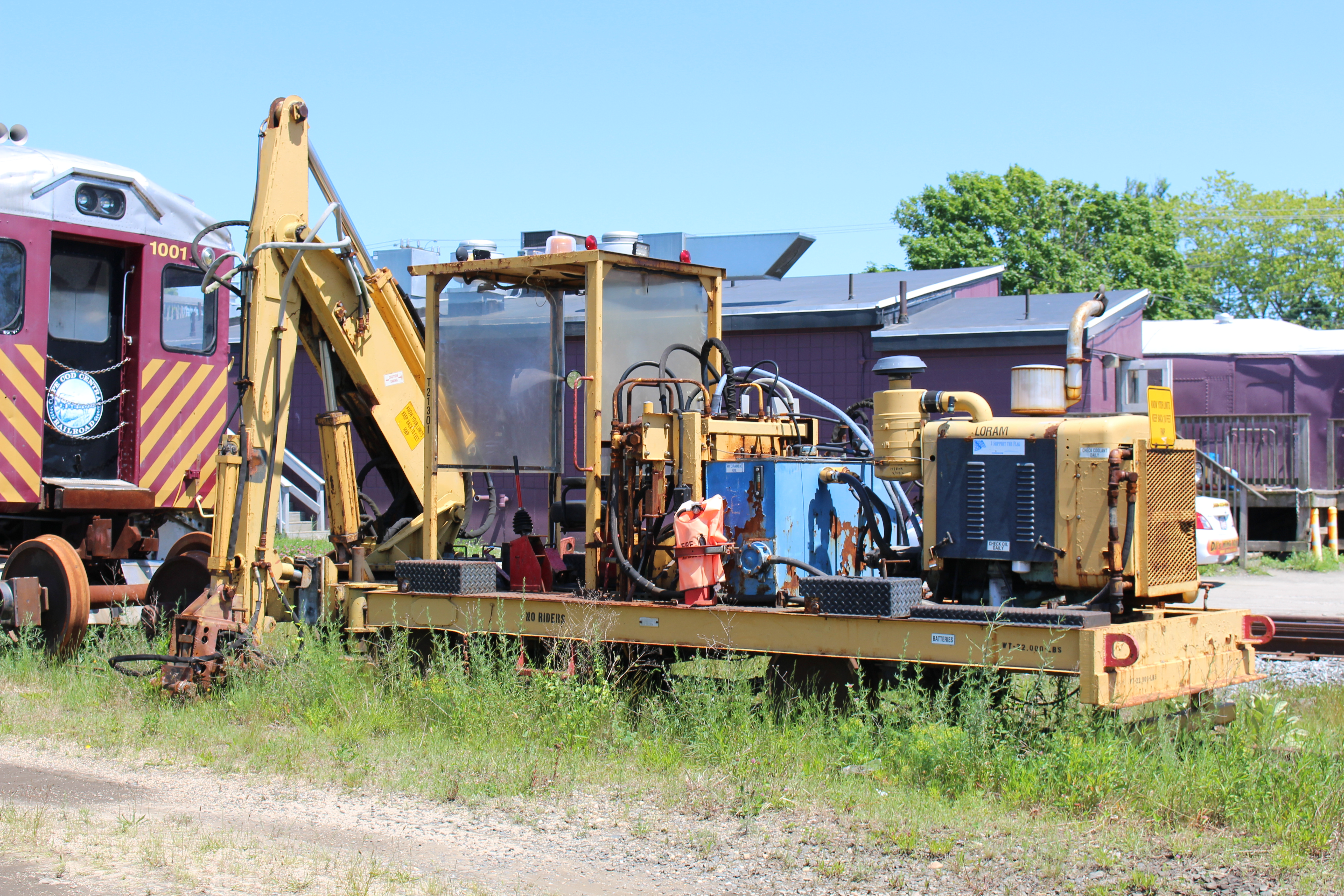
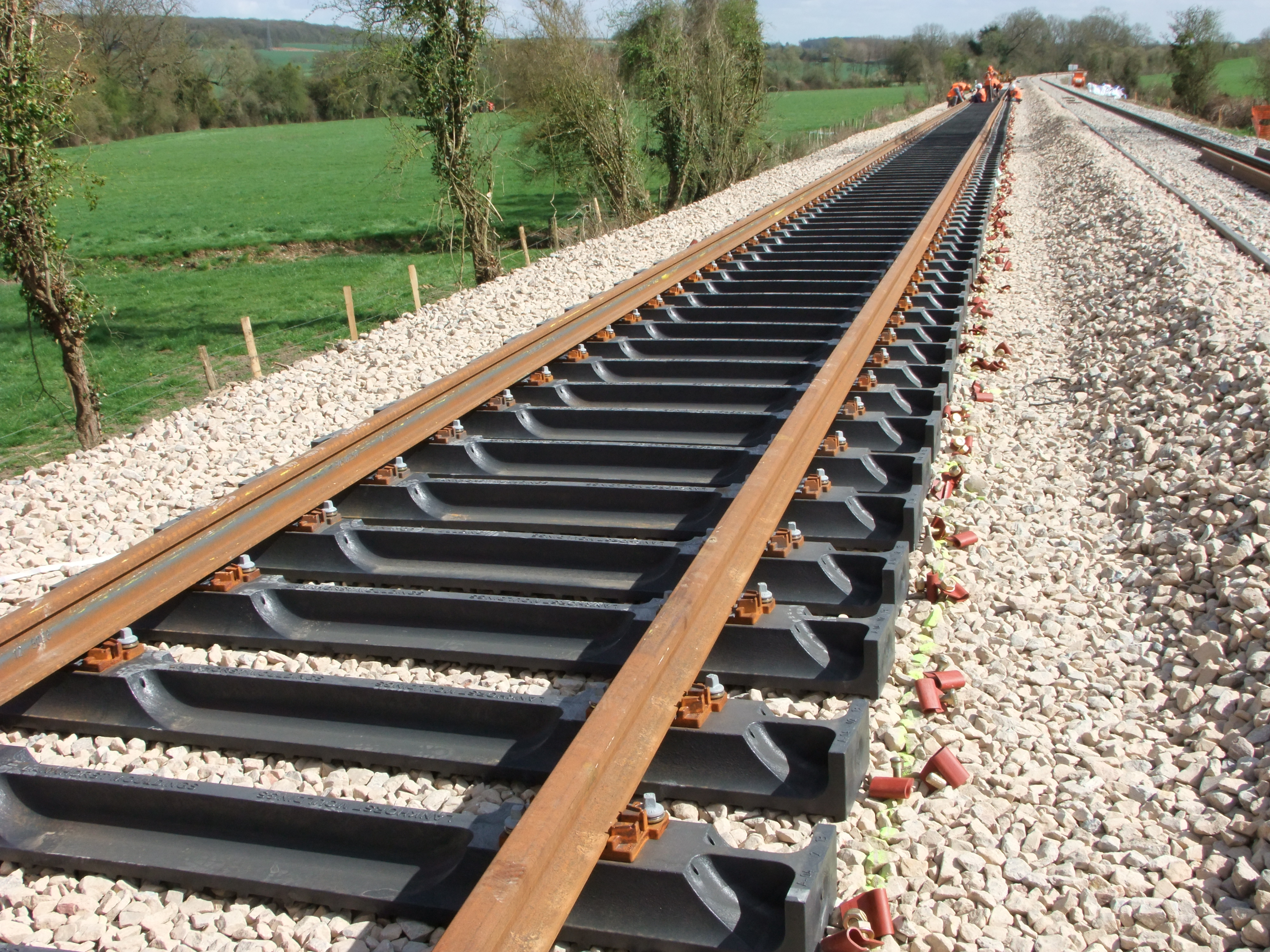
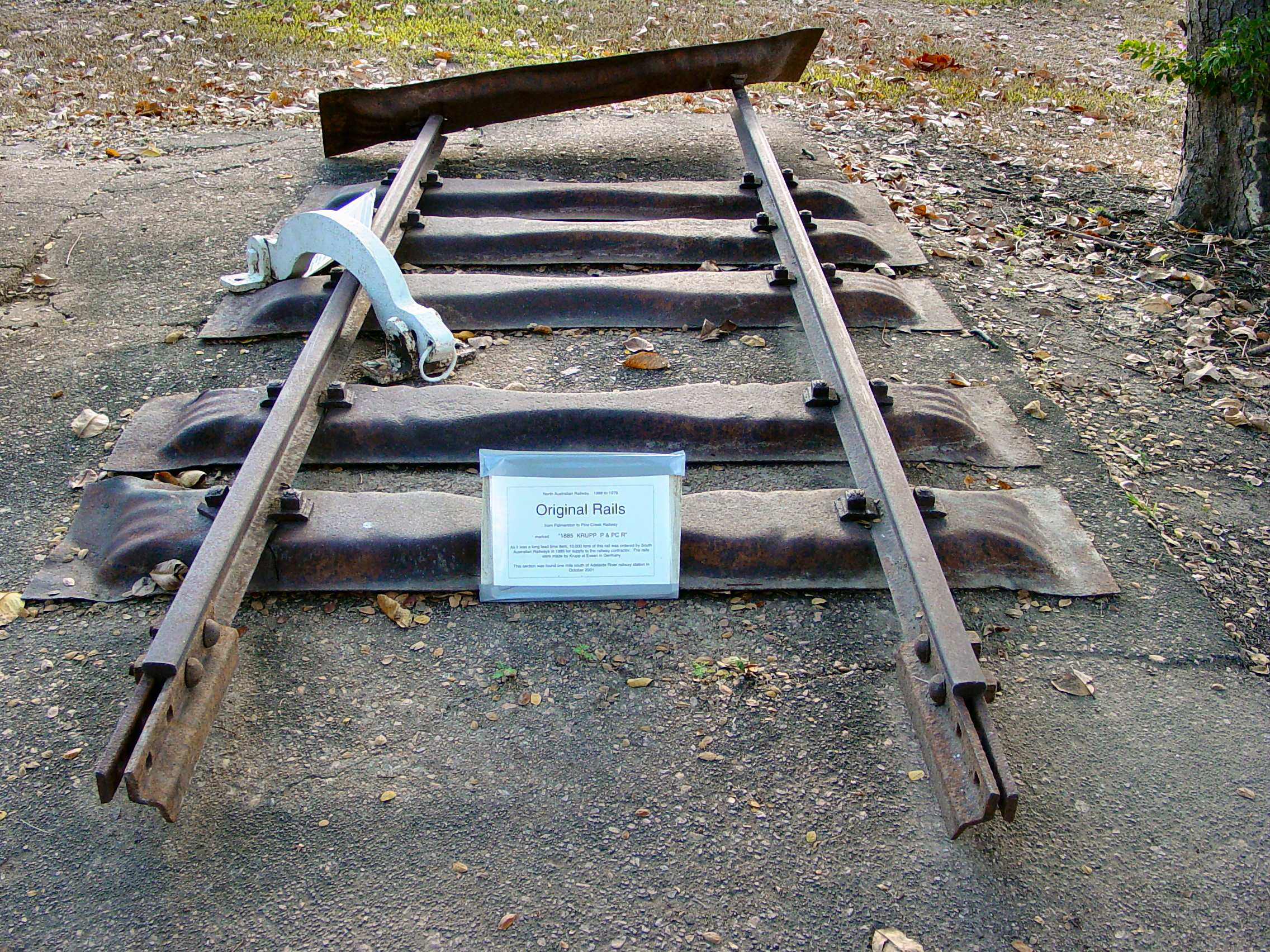
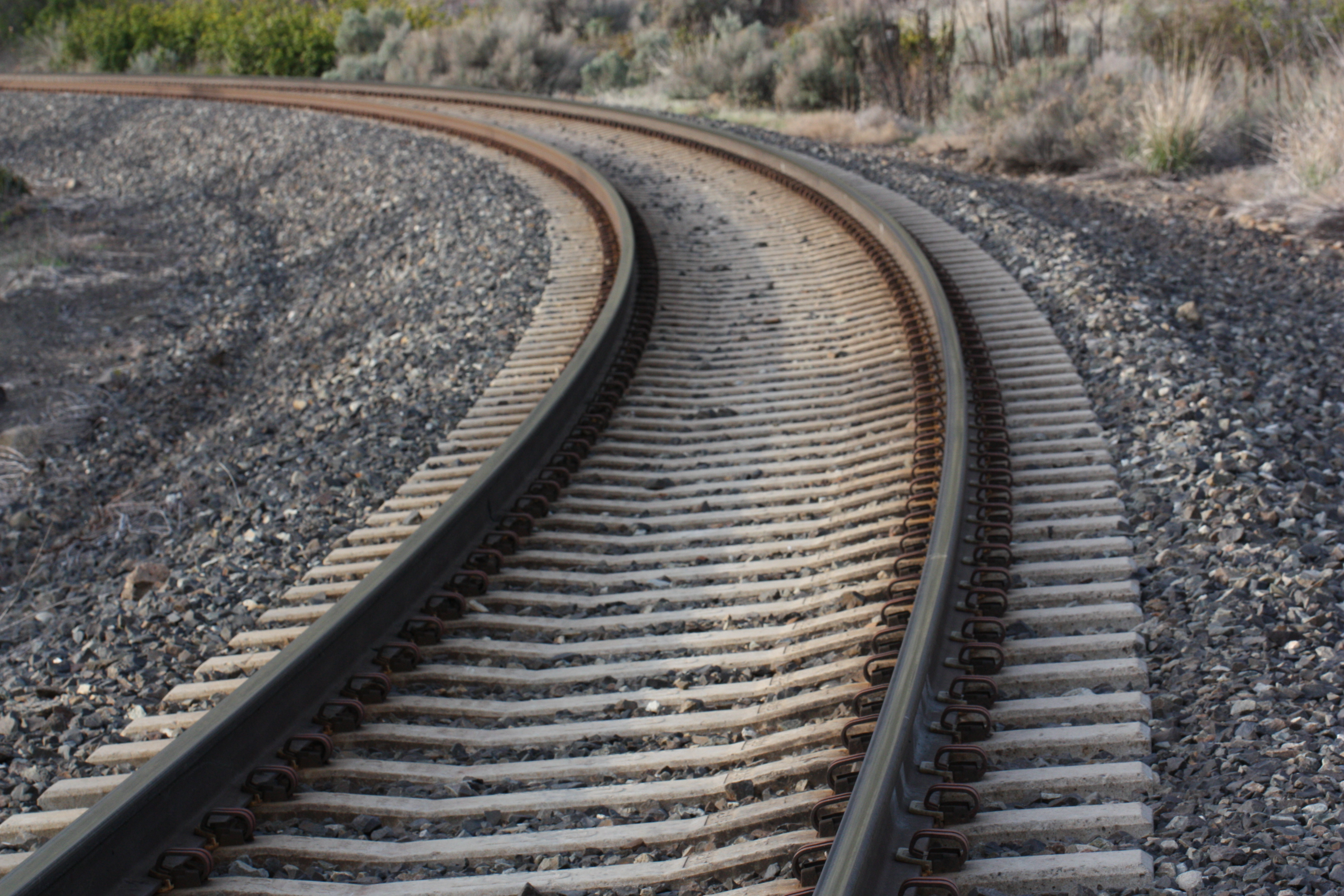
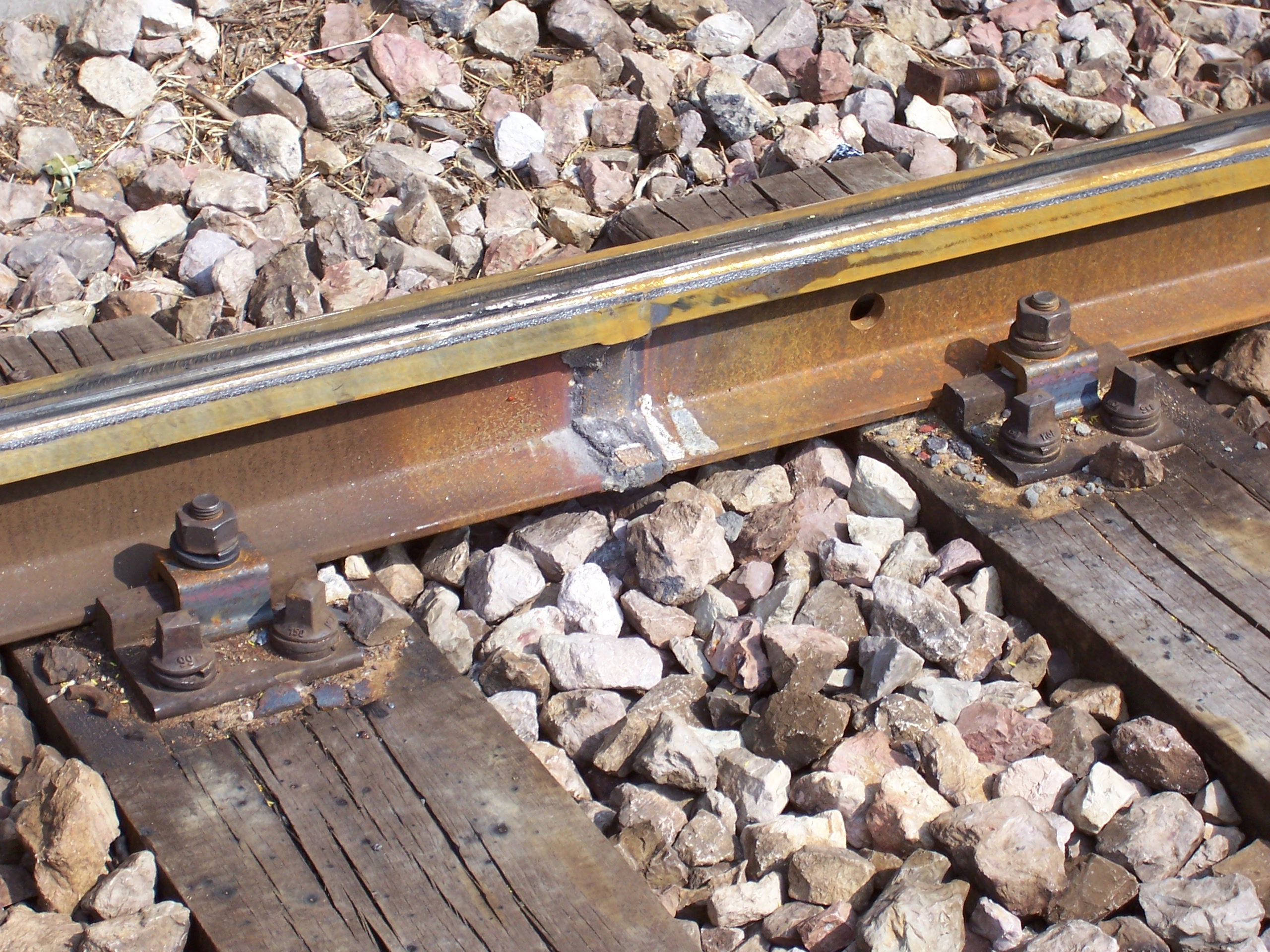
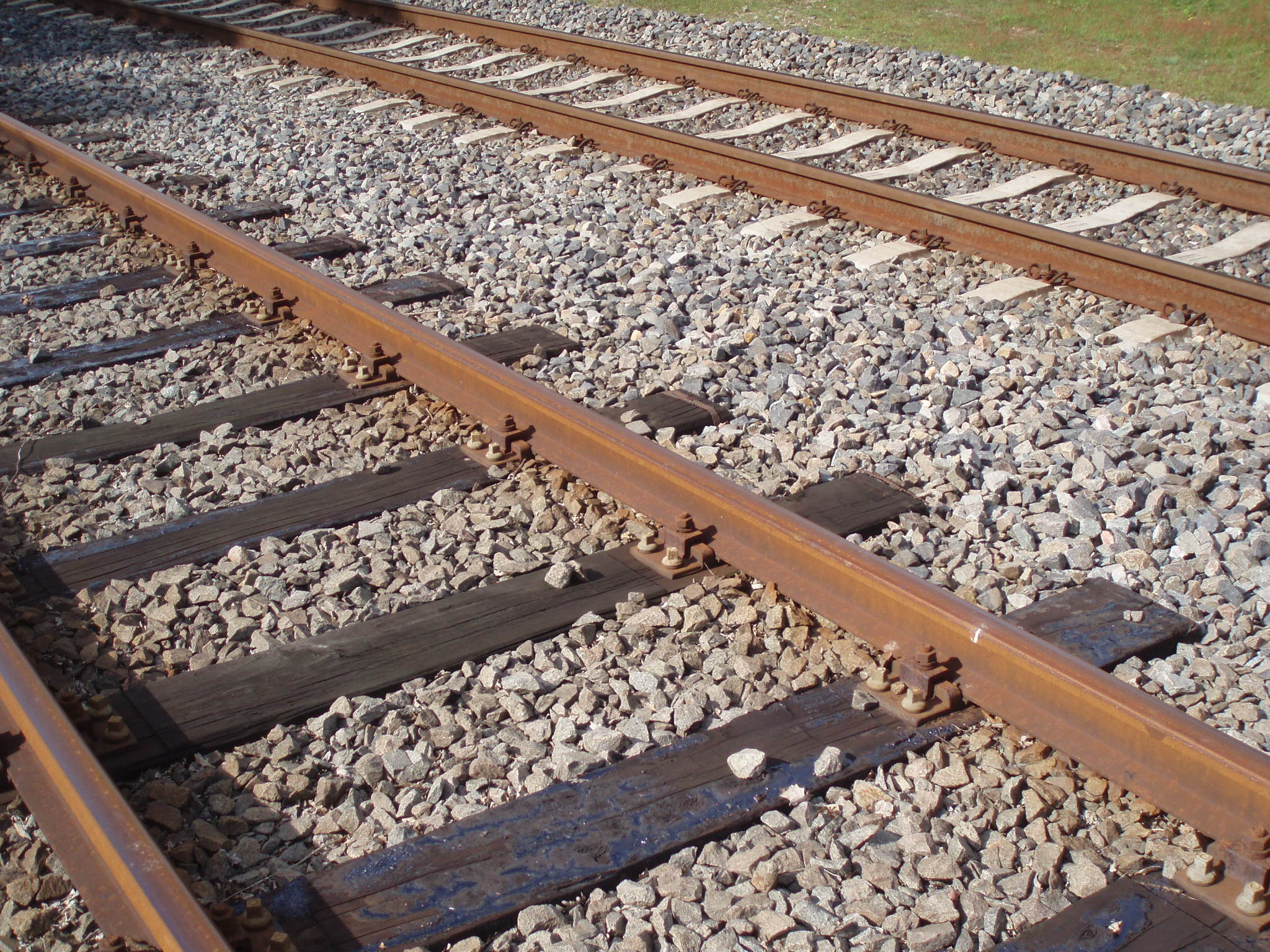